# Wargnies-le-Petit
Wargnies-le-Petit – miejscowość i gmina we Francji, w regionie Hauts-de-France, w departamencie Nord.
Według danych na rok 1990 gminę zamieszkiwało 676 osób, a gęstość zaludnienia wynosiła 130 osób/km² (wśród 1549 gmin regionu Nord-Pas-de-Calais Wargnies-le-Petit plasuje się na 678. miejscu pod względem liczby ludności, natomiast pod względem powierzchni na miejscu 661.).